# Надскупчення Шеплі
Надскупчення Шеплі або Концентрація Шеплі (SCL 124) — найбільша концентрація галактик в нашому найближчому Всесвіті, яка утворює гравітаційно взаємодіючу одиницю, тобто стискає себе замість розширення разом із Всесвітом. Вона фіксується як вражаюча надмірна щільність у розподілі галактик у сузір'ї Центавра. Надскупчення розташовано на відстані 650 мільйонів світлових років (z = 0.046) від Землі.

## Історія
1930 року Гарлоу Шеплі та його колеги з обсерваторії Гарвардського коледжу розпочали огляд галактик південного неба, використовуючи фотографічні пластини, отримані на 24-дюймовому телескопі Брюса в Блумфонтейн, Південна Африка. До 1932 року Шеплі повідомив про відкриття 76 000 галактик, яскравіших за 18-ту видиму величину на третині південного неба, на підставі підрахунку галактик з його пластин. Деякі з цих даних пізніше були опубліковані як частина Гарвардського підрахунку галактик, який мав на меті нанести на карту неба затемнення нашою Галактикою і знайти просторову щільність галактик.
У цьому каталозі Шеплі міг бачити більшу частину «хмари Волосся Вероніки-Діви» (тепер відомо, що вона є суперпозицією Надскупчення Волосся Вероніки і Надскупчення Діви), але для нього «хмара» у сузір'ї Центавра була найвражаючою концентрацією галактик. Він вважав її особливо цікавою через її «великі лінійні розміри, численну популяцію і виразно витягнуту форму». Цей опис можна ототожнити з тим, що ми тепер знаємо як ядро Надскупчення Шеплі. Шеплі оцінив відстань до цієї хмари в 14 разів більшою, ніж до кластер Діви, на основі середніх діаметрів галактик. Такий розрахунок розмістив би Надскупчення Шеплі на відстані 231 Мпк, виходячи з поточної оцінки відстані до скупчення галактик у сузір'ї Діви.
Нещодавно надскупчення Шеплі було фактично знову відкрите Сомаком Райчадхурі, на основі огляду галактик з оглядових таблиць англійського телескопа Шмідта (UK Schmidt Telescope), з використанням автоматизованого вимірювального приладу пластин (Automated Plate Measuring Facility, APM) Кембриджського університету, Англія. У його праці, надскупчення було названо на честь Гарлоу Шеплі, в знак визнання його піонерського огляду галактик, в яких вперше була виявлена ця концентрація галактик. Приблизно в той же час Роберто Скарамелла з колегами також помітили цю вражаючу концентрацію скупчень у Каталозі Ейбелла: вони назвали його концентрацією Альфа.

## Поточний інтерес
Надскупчення Шеплі лежить дуже близько до напрямку, в якому Локальна група галактик (включаючи нашу Галактику) рухається відносно системи відліку космічного мікрохвильового фону. Це змусило багатьох спекулювати, що Надскупчення Шаплі може бути однією з головних причин власного руху нашої Галактики (Великий Аттрактор може бути іншою причиною) — і привело до сплеску інтересу до цього надскупчення. Було виявлено, що Великий Атрактор і всі галактики в нашому куточку Всесвіту (включаючи нашу галактику Чумацький Шлях) рухаються в напрямку до Надскупчення Шеплі.
У 2017 році було запропоновано, що рух по відношенню до атракторів, подібно аттрактору Надскупчення Шеплі, створює відносний рух від областей з низькою щільністю, які можуть бути візуалізовані як віртуальний відлякувач. Такий підхід дає нові способи розуміння та моделювання варіацій в галактичних рухах. Найближча велика ділянка нижчої щільності була названа дипольним відлякувачем.